# São Domingos do Sul
Pour les articles homonymes, voir São Domingos et Domingos (homonymie).
São Domingos do Sul est une municipalité brésilienne située dans l'État du Rio Grande do Sul.